# Aline Thomassen
Aline Thomassen (1964, Maastricht) is een hedendaagse kunstenaar die woont en werkt afwisselend in Nederland en Marokko. Haar werk verkent de talloze manieren waarop Marokkaanse vrouwen hun identiteit beleven en uitdrukken. Ze is geïnspireerd door de kracht en overlevingsdrift die zij herkent in de vrouwen die zij ontmoet. In haar vrouwenfiguren probeert Thomassen de complexe psychologische belevingswereld van de mens gestalte te geven. Het resultaat zijn aquarellen die vaak vol “wrede tederheid” zitten, zoals de Marokkaans-Nederlandse schrijver Hafid Bouazza het prachtig verwoordde. De tentoonstelling van Aline Thomassen in de Projectenzaal van Kunstmuseum Den Haag biedt een indrukwekkend overzicht van deze monumentale portretten door de jaren heen. Universele thema’s als het vrouwelijk lichaam, moederschap, liefde en verlies vormen daarin een rode draad.

## Leven en werk
Aline Thomassen is opgegroeid in Maastricht, in het Franse Annecy, ze woont nu in Den Haag en deels ook in Marokko. In 1994, na haar afstuderen aan de Koninklijke Academie voor Beeldende Kunsten in Den Haag reisde ze naar Marokko om portretten te tekenen van inwoners rond de hele Middellandse Zee.    
Op de vaak monumentale aquarellen die Aline Thomassen al sinds het eind van de jaren negentig maakt, staan vrouwen.

## Prijzen
- Jeanne Oosting Prize, 2013[3]

- Ouborg Prijs, 2024[4]